# 루이스의 삼단논법

C. S. 루이스

루이스의 삼단논법(Lewis's trilemma)이란 예수의 신성에 대한 전통적인 변증적 논증으로 유일한 대안들이란 그가 악하든지 혹은 망상에 사로잡혀있던지를 논의하는 것이다. 엄격하게 말한다며 C. S. 루이스는 예수 그리스도의 신성을 증명하려는 것도 아니며 동시에 단순히 예수는 위대한 도덕 교사이면서 하나님이 아니라는 것을 확정할 수 없다고 한다.
하나의 버전은 BBC 라디오 토크와 그의 저서에서 옥스퍼드 대학교 문학학자이자 작가인 C. S. 루이스에 의해 대중화되었다. 그것은 종종 "미치광이, 거짓말쟁이, 또는 주님" 또는 "미친, 나쁜, 또는 하나님"이라는 논의로 묘사된다. 그것은 삼단논법의 형태를 갖는데, 3 가지 옵션 중 하나를 선택하는 것으로 각각의 선택은 동의하기 어려운 방법이다.
이 논의는 기독교 변증학에서 매우 보편화된 것이지만 어떤 신학자들과 성경학자들은 예수가 하나님이라고 주장하지 않았다고 본다. 그러나 어떤 학자들은 그는 신의 중보자로 동일시 했으며 이스라엘의 하나님과 유일한 관계를 가진분이라고 한다. 다른 학자들은 예수는 그가 선포한 하나님의 왕국에 직접적인 관심을 두기를 원했다고 주장한다.

## 같이 보기
- 그리스도론
- 트릴레마